# Rue du Cange
La rue du Cange est une voie du 14e arrondissement de Paris, en France.

## Situation et accès
La rue du Cange est une voie publique située dans le 14e arrondissement de Paris. Elle débute au 4, rue Desprez et se termine au 21, rue de Gergovie.

## Origine du nom
Elle porte le nom de Charles du Fresne, sieur du Cange (1610-1688), un historien, linguiste et philologue français.

## Historique
Cette voie qui existait avant son rattachement à la voirie de Paris en 1863 s'appelait « rue des Trois-Sœurs » et a pris son nom actuel le 10 février 1875.
La partie de cette rue, qui était comprise entre les rues de Gergovie et du Moulin-de-la-Vierge, a été supprimée lors de l'aménagement de la ZAC Guilleminot-Vercingétorix.